# Henri Pirenne
Henri Pirenne (Verviers, Bélgica, 23 de diciembre de 1862 - Uccle, Bélgica, 25 de octubre de 1935), fue un historiador belga. Fue profesor de Historia en la Universidad de Gante, desde 1892 hasta su muerte .

## Biografía
Henri Pirenne nació en Verviers, Bélgica, el 23 de diciembre de 1862. Sus padres fueron Lucien Henri Pirenne y Virginie Duesberg. Se doctoró en 1883 en la Universidad de Lieja, inclinándose desde entonces por el estudio de la Edad Media; un año después se incorporó a la cátedra de William Ferdinand Arndt en Leipzig. Fue discípulo también de Harry Bresslau y de Gustav Schmoller.
Durante la ocupación alemana de su país en la Primera Guerra Mundial, Pirenne sobresalió por la oposición pacífica contra el invasor e incluso fue detenido por ello.

## Obra
Henri Pirenne es conocido como uno de los grandes historiadores del siglo XX, en particular por lo que se conoce como la Tesis de Pirenne (una reinterpretación vigorosa e inédita sobre el inicio y duración de la Edad Media) y por su estudio sobre los orígenes de Bélgica como nación.
Sobre la obra de Pirenne se expresó Marc Bloch: "Es necesario repetir el valor de las cualidades que hacen de cada una de las obras del gran sabio belga, desde su aparición, en el sentido propio de la palabra, un clásico de la literatura..."
El libro más conocido de Pirenne es Mahoma y Carlomagno que es una especie de colofón al libro Historia económica y social de la edad media, que se publicó en artículos y que contiene la tesis que lleva su nombre.
- Democracia urbana: Una vieja historia, ISBN 9788461319084
- Mahoma y Carlomagno, ISBN 9788420648941
- Las ciudades de la Edad Media, ISBN 9788420638942
- Historia de Europa: Desde las invasiones al s. XVI, ISBN 9789681670955

## Tesis de Pirenne
Pirenne aduce contra la teoría general que la Edad Media no se inicia con la caída del Imperio romano, pues los bárbaros que lo vencieron, no lo destruyeron, sino que por el contrario, se romanizaron y lo utilizaron económica y culturalmente para beneficiarse de él. Por esta razón conservaron el Mediterráneo como el Mare nostrum de los romanos, para continuar con el comercio y el intercambio de la misma manera que lo hizo el imperio; así los pueblos siguieron trayendo del continente sus mercancías y trasladándolas por el Mediterráneo, conservando el eje comercial en Roma, hasta que los árabes invaden parte de Europa en el siglo VII
Esta fecha es la que propone para el verdadero inicio de la Edad Media. Estos invasores, que tenían una civilización más desarrollada que la europea, tuvieron por estrategia cerrar el Mediterráneo a la navegación por los europeos, convirtiendo a la Europa marítima en una Europa continental, reduciendo enormemente su riqueza y favoreciendo la aparición de feudos por el continente, todo lo cual profundizó la confrontación entre los musulmanes y cristianos, que derivó en una lucha en que cada parte reconcentró y defendió su identidad religiosa a falta de otra forma de cohesión nacionalista.
Las fases del predominio de una u otra parte a lo largo de la Edad Media se pueden concretar en un primer periodo de predominio musulmán, posteriormente la reacción cristiana conocida como las Cruzadas, y por último la contraofensiva musulmana, realizada esta vez por el Imperio otomano, en las costas orientales del Mediterráneo, hasta que Europa las recuperó en la Primera Guerra Mundial.

## Críticas
Jacques Heers criticó la obra Mahoma y Carlomagno:

Según él, la conquista musulmana interceptó el comercio marítimo de los cristianos, aislando a Occidente de los ricos mercados de las orillas orientales del Mediterráneo. Al mismo tiempo, el Imperio de Carlomagno fue un imperio de tierra, dedicado solamente a producir para su propia subsistencia: se trataba de una economía casi cerrada, apartada del gran comercio internacional y de los intercambios monetarios (Carlomagno abandonó la tradición del oro).(...)El gran comercio había ya decaído mucho antes de las conquistas árabes y la piratería sarracena. Este replegarse hacia el interior y esa economía de intercambio tan precaria no fueron más que el resultado de un largo proceso de empobrecimiento de Occidente, en marcha desde los últimos tiempos del Imperio romano. Incluso ciertos autores, M. Lombard especialmente, afirman la tesis contraria a la de Pirenne y apuntan que, en los tiempos carolingios, existían ya signos anunciadores de un cierto renacimiento mercantil. Muestran la importancia de la reforma monetaria que reafirmó el monopolio real e instituyó la acuñación de dineros de plata, piezas de gran valor aceptadas tanto en el mundo musulmán como en los países nórdicos.